# Juan Spottorno y Topete
Juan Spottorno Topete (Cartagena, 7 de diciembre de 1887 - Madrid, 17 de agosto de 1935) fue un periodista español que usó el pseudónimo de «Gil de Escalante»; y hermano de Rosa Spottorno, esposa del filósofo José Ortega y Gasset, y Álvaro Spottorno, jugador y directivo del Real Madrid Club de Fútbol a comienzos del siglo xx.

## Biografía
Hijo de Juan Spottorno Bienert, ministro togado del Cuerpo Jurídico de la Armada, y de Josefina Topete Cavaillón, hija del conocido contraalmirante Ramón Topete y Carballo, se quedó en Cartagena cuando su familia se trasladó a Madrid siendo él adolescente en el palacio de sus tíos, los Spottorno, consagrado al fútbol. Años después se reunió con su familia en Madrid, donde desarrolló una importante carrera como periodista, primero en el diario La Nación (1916), en que llevó la sección deportiva, y luego en ABC, donde también llevó la sección deportiva para transformarse después, con el pseudónimo de "Gil de Escalante", en un famoso cronista de sociedad. También trabajó para el suplemento de ABC, la revista Blanco y Negro, donde tuvo la sección "Cartas a mi prima" y la sección "Cuénteme Vd. su caso". Colaboró en Nuevo Mundo de Madrid y Renovación (1919) de Murcia con poemas y cuentos. Falleció de tifus el 17 de agosto de 1935 y lo sustituyó como cronista de sociedad en ABC Luis Escobar.

## Obras
- Versos ingenuos, Madrid: Tipografía Yagües, s. a., pero 1920.